# Aleksei Jdanov
Aleksei Ghenadievici Jdanov (în rusă Алексей Геннадьевич Жданов; n. 28 martie 1982) este un fotbalist rus care în prezent evoluează la echipa FC Zenit Ijevsk.